# Balduin IV. Flandrijski
Balduin IV. (980. – 30. svibnja 1035.), zvani Bradati, bio je grof Flandrije 987. – 1035. Njegovi su roditelji bili grof Arnoul II. Flandrijski (o. 961. – 987.) i njegova supruga, Rozala Talijanska (950./60. – 1003.), iz Dinastije Ivrea. Balduin je naslijedio svoga oca na mjestu grofa Flandrije 987., ali je njegova majka isprva bila regent.
Supruge Balduina IV. bile su Ogiva od Luksemburga (kći Fridrika od Luksemburga) i Eleonora Normanska (kći Rikarda II. Normanskog). Sin Ogive i Balduina bio je njegov nasljednik, Balduin V. Flandrijski (1012. – 1067.), koji je oženio Adelu Francusku (1009. – 1079.) te je njihova kći bila kraljica Matilda. Kći Balduina IV. i Eleonore bila je Judita Flandrijska (umrla 1095.), žena Tostiga Godwinsona i Welfa I. Bavarskog.